# بركة (طائر)
البُرْكَة أو البط البري يسمى أيضا بط خضاري أو بط خضيري أو شريف خُضْري أو الخضاري فقط (الاسم العلمي: Anas platyrhynchos) (بالإنجليزية: Mallard)‏، طيور مهاجرة في العادة تعيش في البحيرات والمستنقعات. من عائلة البطيات وهو مشهور باسم البري لوجود نوع يربى في المنازل والمزارع.

## الوصف

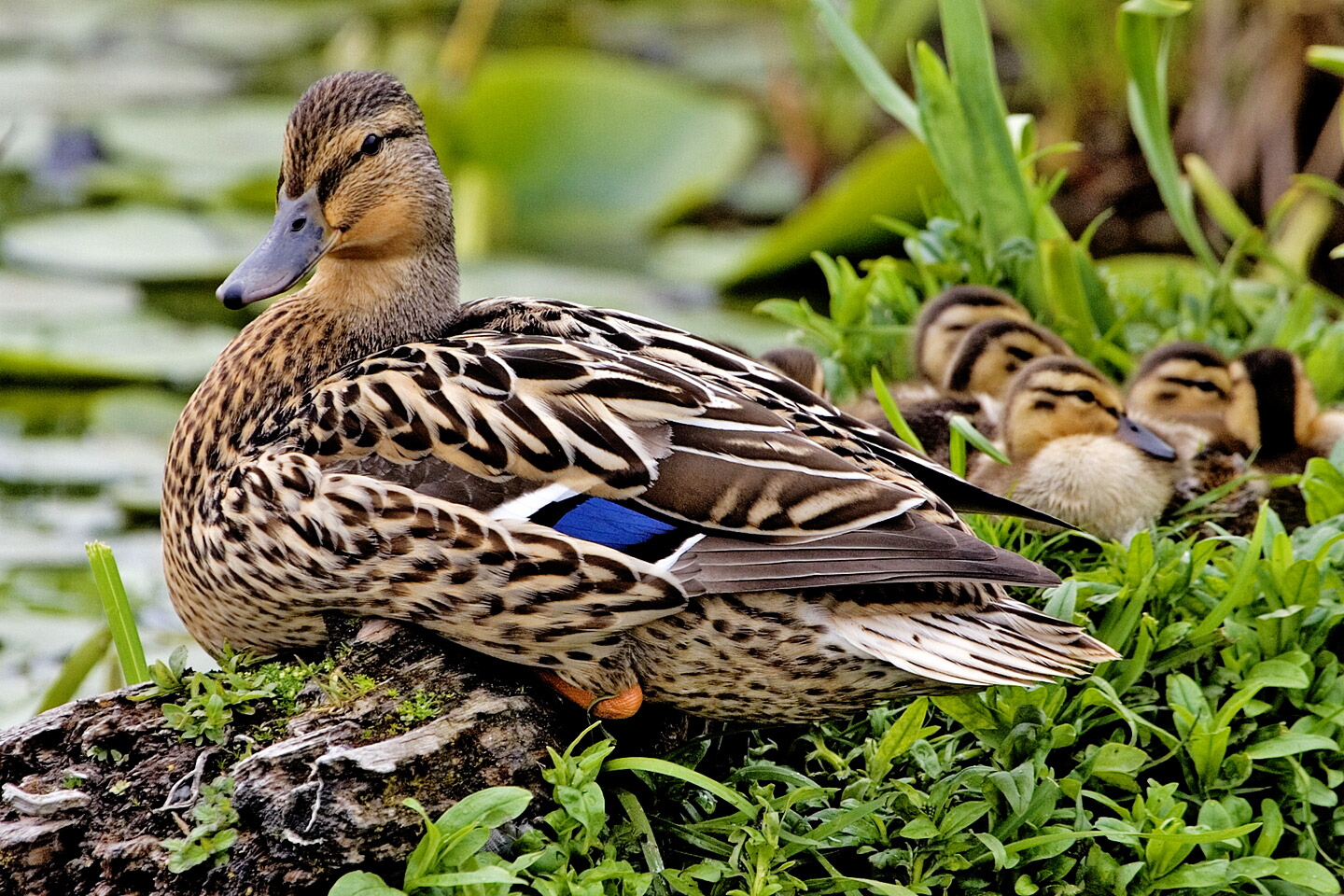
البط البري

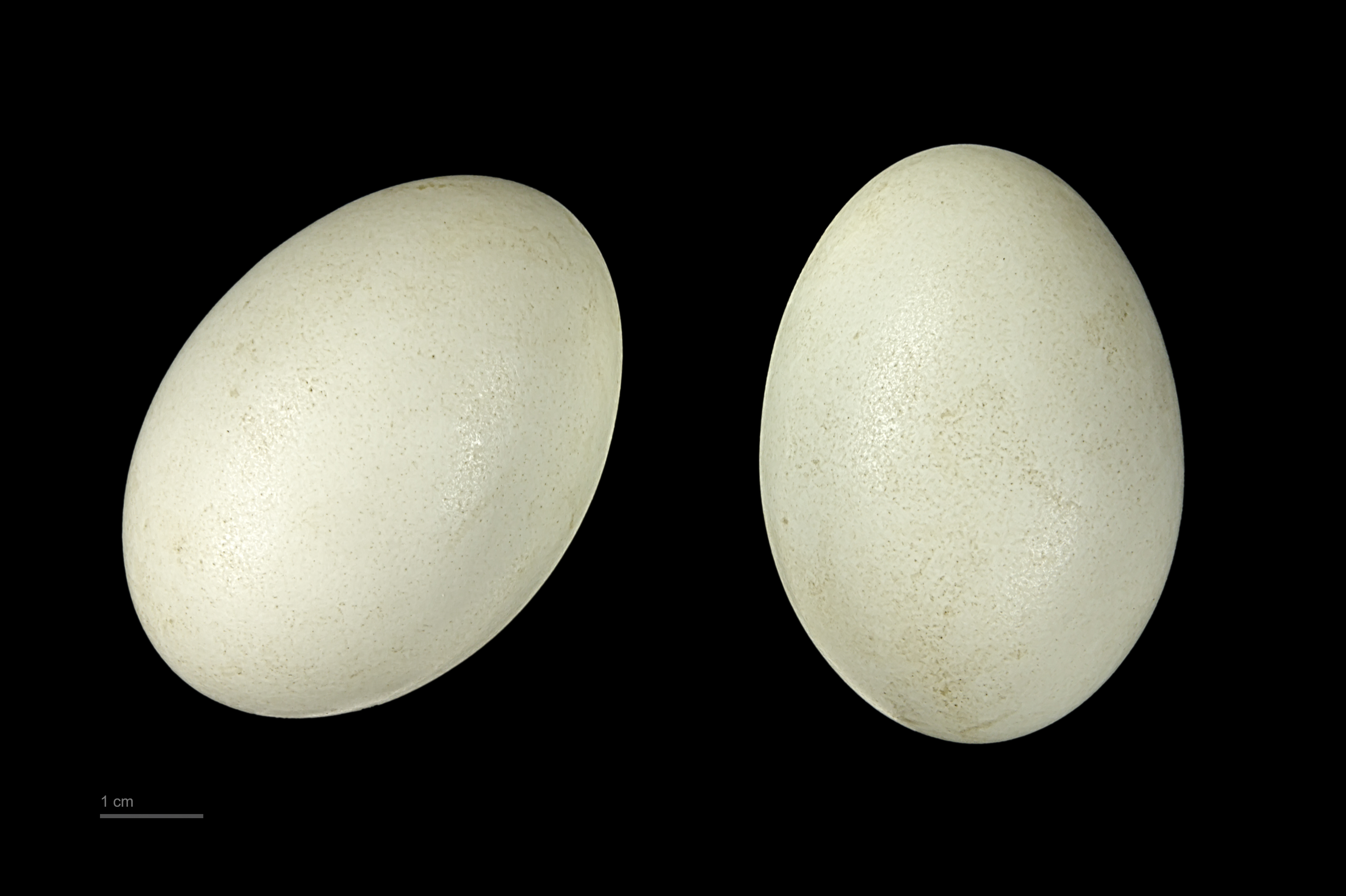
بيض بط البركة.

البط البري قياس 50 حتى 68 سنتيمترا ويزن في المتوسط 1.2 كجم للذكور و 1.1 كجم للإناث، ويمتد جناحها 78 سم إلى 1 متر [1].ريش:ويسهل التعرف عليها من الذكور خلال موسم التزاوج (الرمي مرتين في السنة)، الذي يرأسه الأخضر اللامع (ومن هنا اسمها). بقية ريش هو الرمادي والبني والأبيض، مع مرايا خارجية الأزرق البنفسجي منقار أصفر. بعد الزفاف، وانتقل وأخذها الكسوف ريش (البيج مماثلة لتلك الأبناء والإناث)، ويفقد الريش [2]. ثم إنه رأى في القصب والحشائش الطويلة. بعد ثلاثة أسابيع، والذكور ثم تستولي على تربية ريش، هذه الفترة القصيرة من يونيو وحتى آب / أغسطس.
الأنثى بمنقار البني وريش دوللير (اللون البيج والبني مرقش) ويشبه البطة السوداء عموما على الرغم من أن أفتح لونا. منقار من الذكور هو مصفر أو مخضر، أكثر أو أقل ملطخة السوداء، وساقيه أحمر برتقالي. الذكور والإناث والأبناء يكون مرآة متقزح اللون الأزرق الأرجواني فاز مع أشرطة بيضاء على الأجنحة. رئيس فراخ البط باللون البرتقالي مع غطاء للرأس، في شريط جديد على العين وأجنحة الظهرية البني الداكن، وصدره الأبيض. من السلالات المحلية يمكن أن تكون تماما أبيض، أسود، أخضر كما كايوغا، ويبدو مشابها جدا لسكان البرية كما كمببلس. من فراخ البط المحلي عادة تماما الصفراء.
البط البري يمكن أن تعيش حتى 29 عاما، لكنه يعيش في المتوسط من 5 سنوات.
مثل البط الأخرى، والدجالين البري، أو انخنخ الدجالين. صرخة مدوية والإناث هو صاخب، والذكور ليونة.

## السلوك

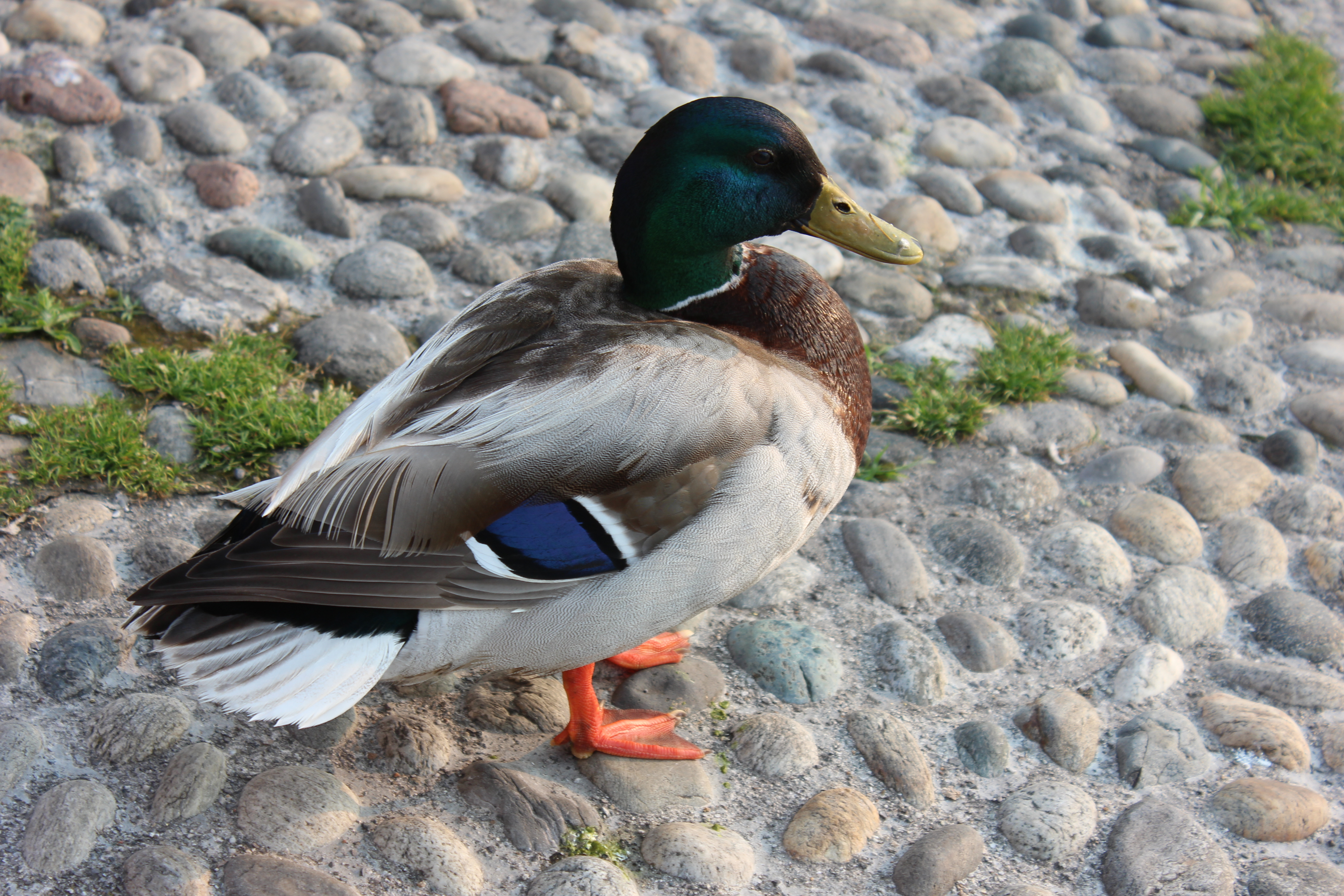
بط البركة في فارينا، بحيرة ليكو بإيطاليا.

البط البري هو خجول على الأقل. من السهل أن يتأقلم مع الحياة في المدينة. وكثيرا ما يحدث مع الأنواع الأخرى (البطة السوداء الأمريكية، بين تايل في أوروبا وزميل البط المنزلي)، والذي يمكن أن يسبب مشاكل التلوث الوراثي داخل السكان (البرية والداجنة). ومن بعيد قطيعي خارج فترات التكاثر، والإناث جدا وفية لنفس الأراضي في العودة إلى هناك كل عام.

## الغذاء

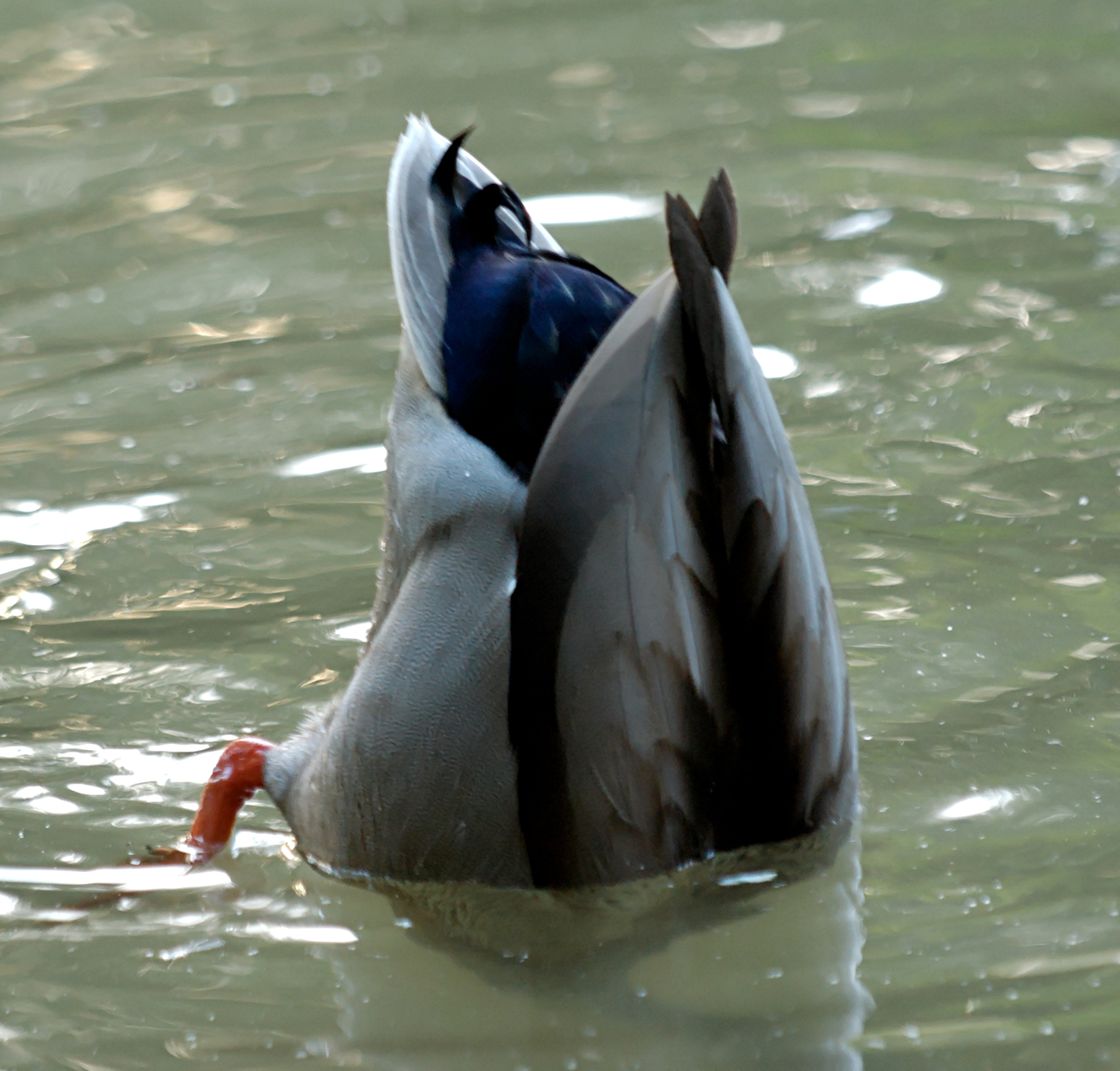
كيفية صيد البط البري

طيور البط النافق ينتمي إلى مجموعة من البط هاو، الذي يفضل أن يتغذى على سطح الأرض أو في المياه الضحلة، والمضي قدما إلى الركل وبالتناوب في التعميم : إنه يغرق رأسه في 'المياه والميل إلى الأمام، والسماح لها للوصول إلى الجزء السفلي من المياه مع منقاره. فهو من الحيوانات النهمة ويتغذى على الأسماك والأعشاب، والبذور، والديدان، والضفادع والحشرات والفئران.

## التكاثر

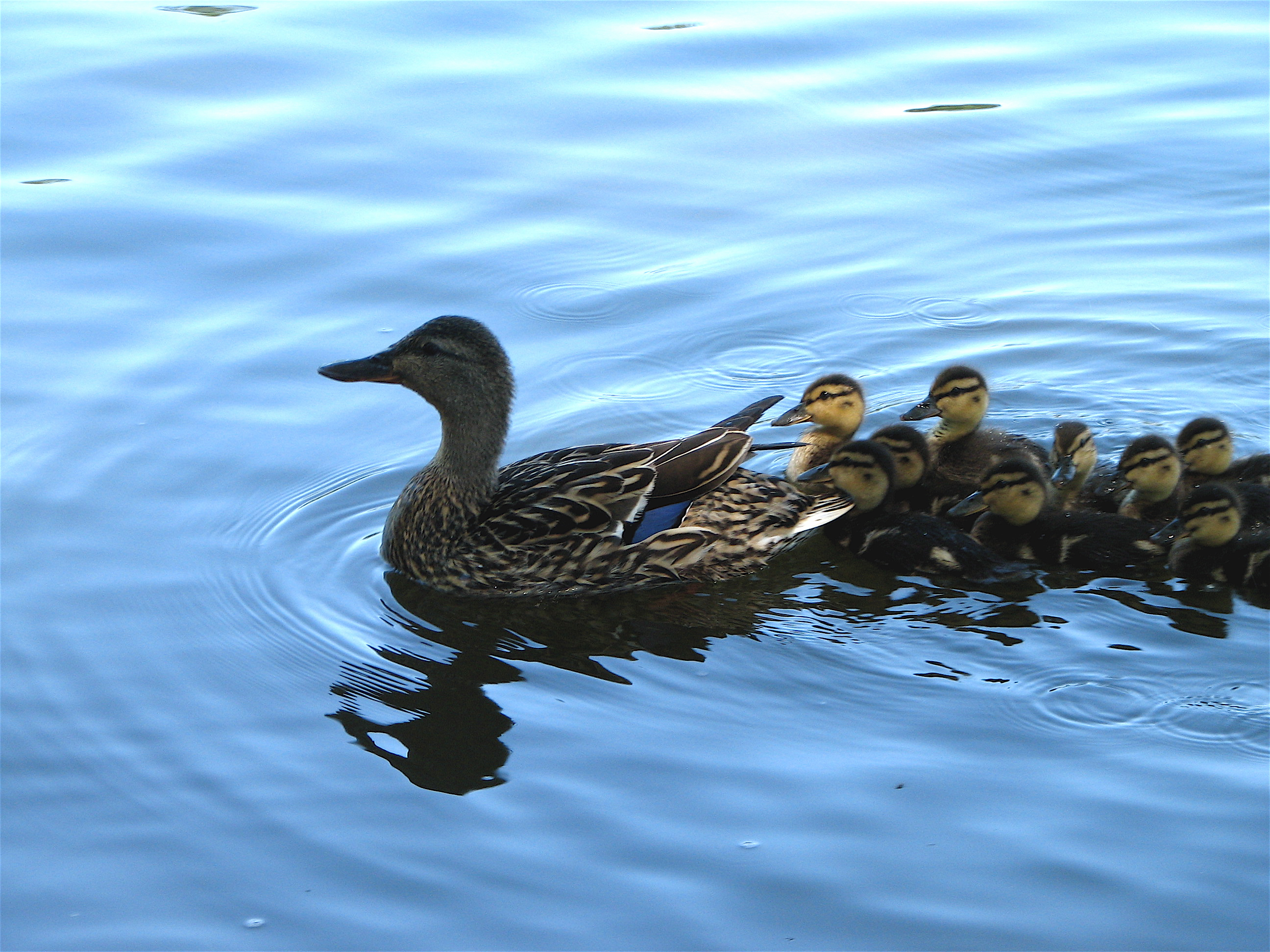
الأم وأبنائها

التكاثر يمكن أن يحدث في شباط / فبراير، وخصوصا بين المستقرة، وحتى تموز / يوليو، اعتمادا على خطوط العرض. العش البري هو بدائي واختيار مكان التعشيش دون تعقيد، فإنه يمكن استخدام الأرض الجرداء أو الأشجار المجوفة. ما هو مصنوع من اغصان والريش من الإناث تسحب مجال معين من صدره. عدد البيض يتراوح من 5 إلى 15، يولد(18) تعتبر المنتمين إلى الأنثيين. الحضن الإناث فقط لنحو 28 يوما. في الواقع، وريش للإناث يسمح له أن يمر مرور الكرام بين الغطاء النباتي. إذا كان الذكور ساعد الحضانة، العش يسهل رصدها من قبل الحيوانات المفترسة وتدميرها. والمفترسات الرئيسية هي البشر والحيوانات آكلة اللحوم الصغيرة مثل الثعالب والسمور والقضاعة.
بعد الفقس، والإناث لا تزال تتعامل فقط مع فراخ البط. أنه يؤدي إلى المياه القريبة منك ويعلمهم السباحة ويأكل حتى أنهم من العمر ما يكفي للبلوغ (7 أسابيع). ثم انهم
يغادرون العش. فراخ البط وسوف تتكرر في السنة التالية.

## المسكن
هذه حياة بطة في الأراضي الرطبة ذات المياه العذبة، وإما في المستنقعات والبرك والبحيرات أو الأنهار الهدوء، في جميع المناطق المعتدلة وشبه الاستوائية في أمريكا الشمالية وأوروبا وآسيا، نيوزيلندا وأستراليا، من مستوى سطح البحر إلى 2000 متر. إنه يعيش على الماء، ويذهب إلى الشاطئ للتعشيش، ويستريح. هذه هي الأنواع المهاجرة في مجموعتها الشمالية. على سبيل المثال، عينات من أمريكا الشمالية في فصل الشتاء في جنوب المكسيك، وبعض منها في أمريكا الوسطى ومنطقة البحر الكاريبي من سبتمبر حتى مايو.

## التهديدات
البط البري هو سادس أكثر الأنواع المصيدة في فرنسا. وهناك عدة تقنيات الصيد المستخدمة في البري، وتعرض للضرب، في الماضي، والصيد الثابتة في كوخ والتراب. والبري هو نحو 60 ٪ من فرنسا بطة تقتل سنويا نحو 1 000 561 في عام 2004 [2] وراء حمامة الخشب، والدراج والقلاع.
كما هو الحال مع جميع الطيور المائية، وفقدان الموائل الطبيعية في الليل هنا. وعلاوة على ذلك، تلوث المياه الجوفية.

## التهجين
الإصدارات الضخمة من تربية الطيور في المناطق مع ارتفاع ضغط الصيد قد نجمت عن الصلبان مع الأفراد البرية. أيضا، لا الأفراد الكلمات المتقاطعة أصبحت نادرة للغاية، لا سيما في أوروبا الغربية. هذا التلوث الجيني يتميز الانحرافات اللونية للريش.
طيور البط النافق قد هجن مع ما يقرب من خمسين نوعا من Anatidae : بطة، نظارات دوك، جادوال، Wigeon، براون بطة، بطة الأسود، والبط ميلر، الأصفر المنقار البط الأسود، بط، Spotbill الفلبينية دوك، الجراف، البط البري، فضي البط البري، الأحمر Pochard المتوج، Rosybill، معنقدة.، عام العيدر بط ناعم الزغب... [17]. بالإضافة إلى ذلك، أن الرجل يعبر البري مع نوع آخر من البط المنزلي، بطة مسكوفي لإنتاج بطة بغل. هذه hybridizations يُفسر ذلك الإشعاع حديثة نسبيا التطوري للجنس أنس وحتى فصيلة البطيات.
ربما لأن نتائجه الهامة للتدجين (التلوث، والتهجين الوراثي..)، وهو عرضة لكثير من الأمراض ويمكن أن تحمل العديد من الطفيليات. غالبا ما يكون ضحية للتسمم الرصاص المرتبطة مع الرصاص.
انتباه الجمهور، والأطباء البيطريين والصيادين كما تم مؤخرا الانتباه إلى قدرته على المنزل وتحمل فيروس انفلونزا الطيور H5N1، دون أن يموت. وفقا لدراسة [18]) من عام 2008، في 6 أنواع من البط البري اختبار لقياس مدى فترة طويلة من هذه الطيور يمكن التخلص من الفيروس دون الخضوع لهذا المرض (بعد التجارب المصابة)، البري يبدو أفضل وسيلة للفيروس طويلة مسافة (5 الأنواع الأخرى اختبار سرعان ما توفي من الفيروس و/ أو قد ظهرت الأعراض التي تؤثر على الهجرة أو البقاء على قيد الحياة العادية). في هذه الحالة، كالفيرت هو النوع الوحيد من وفرة تفرز الفيروس من دون أعراض. لذلك أقترح أن الباحثين Colvert كان في المقام الأول ثم في الطيور البرية من البرامج البيئية وبائية، وكان بسبب سلالة H5N1—في أوائل عام 2008—قد انتشر في أكثر من 60 بلدا (من خلال التجارة في الطيور الداجنة وربما أقل بكثير من حركة الطيور البرية).
يستطيع معظم البلدان المضيفة كل أو جزء من السكان السنة من البط البري (البرية، والمحلية، وشبه المدجنة). هذه الطيور، والبط الأكثر وفرة في أوروبا (تقدر بنحو 9 ملايين شخص في أوروبا الغربية) هو الأكثر مدفوعة وذلك هو أيضا في غاية موجودة في الأماكن العامة والحدائق الخلفية.

## الأمراض الحيوانية
ربما لأن نتائجه الهامة للتدجين (التلوث، والتهجين الوراثي..)، وهو عرضة لكثير من الأمراض ويمكن أن تحمل العديد من الطفيليات. غالبا ما يكون ضحية للتسمم الرصاص المرتبطة مع الرصاص.
انتباه الجمهور، والأطباء البيطريين والصيادين كما تم مؤخرا الانتباه إلى قدرته على المنزل وتحمل فيروس انفلونزا الطيور H5N1، دون أن يموت. وفقا لدراسة [18]) من عام 2008، في 6 أنواع من البط البري اختبار لقياس مدى فترة طويلة من هذه الطيور يمكن التخلص من الفيروس دون الخضوع لهذا المرض (بعد التجارب المصابة)، البري يبدو أفضل وسيلة للفيروس طويلة مسافة (5 الأنواع الأخرى اختبار سرعان ما توفي من الفيروس و/ أو قد ظهرت الأعراض التي تؤثر على الهجرة أو البقاء على قيد الحياة العادية). في هذه الحالة، كالفيرت هو النوع الوحيد من وفرة تفرز الفيروس من دون أعراض. لذلك أقترح أن الباحثين Colvert كان في المقام الأول ثم في الطيور البرية من البرامج البيئية وبائية، وكان بسبب سلالة H5N1—في أوائل عام 2008—قد انتشر في أكثر من 60 بلدا (من خلال التجارة في الطيور الداجنة وربما أقل بكثير من حركة الطيور البرية).